# Liste des primats de l'Église orthodoxe de Crète
Liste des primats de l'Église orthodoxe de Crète

## Métropolites de Crète
- Tite (55/64–105 ?)
- André de Crète (712-740 ?)
- Arsenios II (1699-1701)
- Ioasaph (1702-1710 ?)
- Konstantios (1711-1716) (1re fois)
- Gerasimos Ier (1716-1719)
- Konstantios (1719-1722) (2e fois)
- Daniil (1722-1725)
- Gerasimos II (1725-1755)
- Gerasimos III (1756-1769)
- Zacharias (1769-1786)
- Maximos (1786-1800)
- Gerasimos IV (1800-6 juillet 1821)
- Methodios (1823)
- Kallinikos III (mars/avril 1823-1830)
- Meletios Ier (janvier/février 1831-1839)
- Porphyrios (août/septembre 1839-21 septembre 1839)
- Kallinikos IV (septembre/octobre 1839-24 février 1842)
- Kallinikos V (13 mars 1842-1843)
- Chrysanthos (décembre 1843/janvier 1844-5 septembre 1850)
- Sophronios Ier (5 septembre 1850-décembre 1850/janvier 1851)
- Dionysios Ier (décembre 1850/janvier 1851-9 septembre 1856)
- Ioannikios (9 septembre 1856-1858)
- Dionysios II (7 août 1858-28 novembre 1868)
- Meletios II (28 novembre 1868-5 décembre 1874) (1re fois)
- Sophronios II (5 décembre 1874-21 juin 1877)
- Meletios II (21 juin 1877-25 août 1882) (2e fois)
- Timotheos Ier (2 octobre 1882-2 mars 1897)
- Evmenios II (el) (24 mai 1898-14 avril 1920)
- Titos II (el) (7 mars 1922-25 avril 1933)
- Timotheos II (22 juillet 1933-janvier 1941)
- Vasilios V (8 avril 1941-janvier 1950)
- Evgenios (23 mai 1950-28 février 1967)

## Archevêques de Crète
- Evgenios (28 février 1967-7 février 1978)
- Timotheos III (el) (10 mars 1978-août 2006)
- Irénée (el) (30 août 2006-aujourd'hui)